# John Baldessari
John Anthony Baldessari (National City, California; 17 de junio de 1931-Venice, California; 2 de enero de 2020) fue un artista estadounidense que se inició como pintor para luego evolucionar incorporando textos y fotografías (encontradas y apropiadas). Usó el vídeo y diseñó instalaciones que forman parte de sus representaciones. Su obra encuadraba en el arte conceptual (surgido a fines de los años 1960) debe sus orígenes al simbolismo y sus herederos: el dadaísmo y el surrealismo.

## Obras y concepto artístico
Admirador de Marcel Duchamp (Un cuadro de alquiler mal colgado, 1971. Obra que se asemeja al Desnudo bajando la escalera de Duchamp) y del músico John Cage e interesado en la actividad de Jasper Johns y Andy Warhol; reflexionó sobre los nuevos procedimientos que se devenían. Esto lo manifestó el 24 de julio de 1970 con "Cremation Project" donde quemó todas sus obras pasadas con el fin de indagar sobre la real acción del arte que dominaba su época. Sus dudas sobre el lenguaje de la imagen le hacen renacer como artista acuñando la frase: “I Will Not Make Any More Boring Art” en 1971. A partir de aquí su meta fue descontentar al público y a menudo se tilda a su obra de humorista, no siendo este su objetivo. Se compara a sí mismo con Cervantes y Goya, autores que mantienen una dicotomía entre lo divertido o trágico a la vez. La ironía de sus obras son un producto secundario, no buscado de forma consciente.
Baldessari plantea la facilidad de comunicarse con la audiencia haciendo uso del medio más conocido del mundo: la fotografía, planteando tensiones y nuevos significados entre el texto y la misma.
Toma fotografías sin considerarse fotógrafo. En sus inicios dispara sin mirar y no selecciona ningún objetivo. Crea así "Wrong" donde aparece él mismo adelante de una palmera; muestra un lugar desolado de una ciudad norteamericana que ha olvidado la gran depresión y está creciendo. Algunas obras que incluyen fotografías son: "Adiós a los barcos" (1972-73, serie de doce fotografías); "Cómo hacer una buena película" (1973, dieciocho fotografías) y "La palmera con la chica" (1975).
En su escrito "Embed Series" (comenzado en 1974) estudia la codificación de los mensajes de consumo en la publicidad. Para Baldessari, la serie versa sobre la incrustación de palabras e imágenes ocasionales en la fotografía. Para ello ha empleado una gran variedad de medios, como la pintura con vaporizador, el cepillado, la doble exposición, etc. Luego optará por eliminar las imágenes dando al texto el protagonismo.
En el tríptico "Sueños de cigarro" introduce un comentario irónico sobre la propia fotografía “ver es creer”.
Para Baldessari las obras se hacen en la mente (la idea o verdadera creación) y otros son los ejecutores; por ello las fotografías son a menudo encontradas y anónimas, disociándose así de su propio trabajo, dando pie a encasillar sus obras como arte conceptual.
Se interesa por el lenguaje y sus similitudes con la estructura del juego, porque son sistemas arbitrarios y poseen normas.
Muchas de sus obras son secuencias de intentos de lograr esta meta, como el lanzamiento de cuatro bolas en el aire para obtener una línea recta (1973).
En los años 80 toma fotogramas de películas de Hollywood (films de consumo) e interesado por el significado de la imagen construye obras como Kiss/Panic (1984): composición formada por armas, un grupo de personas y un beso.
Empieza a usar círculos para tapar los rostros de los personajes. De esta forma se acentúa el anonimato de los mismos obligando al espectador a desviar la atención y dar sentido a la escena. Aunque las obras no tienen texto, el lenguaje está presente jugando un papel importante mediante títulos con tanta significación como la obra misma.
Por último Baldessari se interesa en la dimensionalidad que incluye obras como la serie "Person with Guitar" (2005) y la serie de "Noses & Ears" (2006-2007). Su forma de operar es haciendo uso de la fotografía “silkscreened”: sobre una superficie de plástico Sintra de color, recorta la forma que le interesa y deja la silueta de la misma coloreada del fondo; pinta sin pintar, recortando e interrumpiendo la información (la de fácil interpretación).